# Pierre Macherey
Pierre Macherey, född 17 februari 1938 i Belfort, är en fransk marxistisk filosof och litteraturkritiker. Han är känd för att med bland andra Louis Althusser ha skrivit Lire le Capital, som söker förena marxismen och strukturalismen. Machereys bidrag har titeln À propos du processus d'exposition du «Capital».